# Kwat

Kwat é um dos principais personagens da Cosmologia Kamaiurá, o conjunto de mitos e crenças que explicam a origem e a ordem do mundo para esse povo indígena que habita o Parque Indígena do Xingu, no Brasil. Segundo sua cosmologia, há três tempos históricos: o tempo mítico, quando o herói cultural Mavutsinin criou os primeiros homens a partir de madeira e frutos; o tempo dos avós, quando os índios viviam sem contato com os brancos; e o tempo presente, que reflete a visão de mundo do tempo mítico. Os mitos de criação mostram que Kamaiurá e branco foram concebidos de forma semelhante, mas tiveram destinos diferentes por causa de suas escolhas. Mavutsinin também criou outros povos alto-xinguanos a partir de postes de madeira Kwarup, e lhes deu instrumentos e costumes diferentes. Os Kamaiurá acreditam na vida após a morte em uma aldeia celeste, onde as almas vivem em festa, mas também enfrentam perigos.

## Origem e significado do nome
Kwat é um dos filhos de uma das mulheres que Mavutsinin fez de madeira e frutos, depois que suas filhas se recusaram a casar com Yawat, a onça. Kwat recebeu esse nome de Kwarayumia, o grilo, que lhe ofereceu seu nome junto com o de seu irmão Yaì. Kwat significa sol e Yaì significa lua.

## Feitos e aventuras
Kwat e Yaì vingaram a morte de sua mãe, que foi morta pela avó onça (mãe de Yawat), ao jogar uma pedra no coração dela. Eles também tentaram ressuscitar a mãe, mas ela estava muito danificada pelos bichos da terra. Eles chamaram o marimbondo Tumutumuri para enterrá-la e pintaram sua cabeça de vermelho com urucu.. 
Kwat e Yaì foram morar com seu avô Mavutsinin no Murena, depois de atirar seu pai e sua mãe adotivos para o céu, onde eles se tornaram estrelas da Via Láctea. Eles também mandaram as outras onças para o mato.
Kwat e Yaì participaram do primeiro Kuarup, o ritual fúnebre que homenageia os mortos ilustres. Eles tocaram as flautas sagradas (jakui) que fazem os troncos (kuarup) se mexerem e dançarem. Eles também deram origem aos jogos e às lutas que fazem parte da festa.
Kwat e Yaì se separaram depois de uma briga por causa de uma mulher. Kwat subiu ao céu e se tornou o sol, enquanto Yaì ficou na terra e se tornou a lua. Eles se encontram às vezes no horizonte, mas nunca se reconciliam.

## Relação com os humanos
Kwat é o deus sol que ilumina e aquece o mundo. Ele é o pai dos Kamaiurá e de todos os povos do Alto Xingu. Ele é o protetor da vida e da fertilidade. Ele é o mestre das artes, das músicas e das danças. Ele é o guerreiro que combate as forças do mal. Kwat é reverenciado pelos Kamaiurá em vários rituais e festas. Ele é invocado nas rezas e nos cantos. Ele é representado nas pinturas corporais e nos adornos. Ele é imitado nas danças e nas lutas.
Ele também temido pelos Kamaiurá, pois ele pode castigar os humanos com secas, doenças ou mortes. Ele pode se irritar com as faltas de respeito ou as desobediências às normas tradicionais. Ele pode se vingar dos inimigos ou dos traidores.

## Comparação com a mitologia grega
Kwat tem algumas semelhanças e diferenças com Hélio, o deus sol da mitologia grega. Ambos são filhos de um deus criador (Mavutsinin e Urano) e têm um irmão que é a lua (Yaì e Selene). Ambos conduzem um carro solar pelo céu e têm vários filhos com diferentes mulheres. Ambos são associados à luz, ao fogo, à vida e à arte.
No entanto, Kwat também tem características que o diferenciam de Hélio. Kwat é mais ativo e interventor na história humana, enquanto Hélio é mais passivo e observador. Kwat é mais guerreiro e justiceiro, enquanto Hélio é mais pacífico e benevolente. Kwat é mais exclusivo e ciumento, enquanto Hélio é mais generoso e tolerante.